# Professor Palmboom
Professor Palmboom is een Nederlandse stripreeks, geschreven en in klare lijn getekend door Dick Briel over de avonturen van professor Julius Palmboom. De serie speelt zich af in de twintigste eeuw en volgt de avonturen van professor Palmboom en zijn vrienden die sciencefiction-mysteries onderzoeken en oplossen. Er verschenen in totaal elf verhalen. Dick Briel werkte aan een nieuw verhaal toen hij op 25 september 2011 plotseling overleed.

## Publicatiegeschiedenis
Het eerste verhaal van Professor Palmboom verscheen in 1978 en 1979 in het stripblad Eppo. De verhalen verschenen daarna met enkele regelmaat in dit blad en haar opvolger Sjors en Sjimmie Stripblad. Het verhaal London Labyrinth verscheen tevens in Veronica Magazine. Vanaf 1981 verscheen de strip ook in stripalbums, uitgegeven door uitgeverij Oberon en later door Arboris. Er werden ook enkele albums uitgegeven in het Frans (door Glénat), in het Fins (door uitgeverij Albumi), in het Deens (door Arboris), in het Catalaans (door Juventut) en in het Duits (door Carlsen Comics).
In 2025 verscheen bij Uitgeverij L een integrale uitgave met alle verhalen van De avonturen van Professor Palboom, verrijkt met een uitgebreid dossier met achtergrondinformatie dat werd samengesteld door Rob van Eijck en Rob van der Nol.

## Verhalen en albums

### Verhalen
| Nummer | Titel                                          | Jaar | Aantal pagina's | Publicatie                      |
| ------ | ---------------------------------------------- | ---- | --------------- | ------------------------------- |
| K0     | De onvoltooide aria                            | 2000 |                 |                                 |
| K1     | Het perfecte slot (ook De detective schrijver) | 1988 | 5 p.            | Sjors en Sjimmie Stripblad 88-3 |
| K2     | De hypnotiseur                                 | 1982 | 5 p.            | Eppo 82-21                      |
| K3     | De ontploffing (ook De klok)                   | 1988 | 5 p.            | Sjors en Sjimmie Stripblad 88-4 |
| V1     | Het mysterie van de Tacho-plant                | 1978 | 44 p.           | Eppo 78-37 t/m 79-5             |
| V2     | De roestgranaat                                | 1981 | 22 p.           | Eppo 81-5 t/m 81-14             |
| V3     | Het leger van Philpotts                        | 1982 | 22 p.           | Eppo 82-3 t/m 82-10             |
| K4     | De vloek van Dr. Horvath                       | 1984 | 4 p.            | Eppo 84-13                      |
| V4     | London labyrinth                               | 1999 |                 | Veronica Magazine               |

### Albums
| Nummer    | Titel                               | Uitgeverij   | Jaar | Verhalen                                     |
| --------- | ----------------------------------- | ------------ | ---- | -------------------------------------------- |
| 1         | Het mysterie van de tacho-plant     | Oberon       | 1981 | * Het mysterie van de tacho-plant            |
| 2         | De roestgranaat                     | Oberon       | 1982 | * De roestgranaat * Het leger van Phillpotts |
| 3         | London Labyrinth                    | Arboris      | 1999 | * London Labyrinth                           |
| Integraal | De avonturen van Professor Palmboom | Uitgeverij L | 2025 | Alle verhalen en schetsen                    |
|           |                                     |              |      |                                              |